# Loudetiopsis
Loudetiopsis là một chi thực vật có hoa trong họ Hòa thảo (Poaceae).

## Loài
Chi Loudetiopsis gồm các loài: